# Saison 17 d'Alerte Cobra
Chronologie
Saison 16 Saison 18
Cet article présente le guide des épisodes la dix-septième saison de la série télévisée Alerte Cobra.

## Distribution

### Acteurs principaux
- Erdoğan Atalay : Sami Gerçan (inspecteur)
- René Steinke : Tom Kranich (inspecteur)

### Acteurs récurrents
- Charlotte Schwab : Anna Angalbert (chef de service)
- Carina Wiese : Andréa Gerçan (secrétaire et femme de Sami)
- Dietmar Huhn : Henri Granberger (brigadier)
- Gottfried Vollmer : Boris Bonrath (brigadier)
- Siggi H : Siggi Müller (brigadier)
- Niels Kurvin : Armand Freund (police scientifique)
- Kerstin Thielemann : Isolde Maria Schrankmann (procureure générale)

## Diffusion
En Allemagne, la saison a été diffusée du 10 février 2005 au 31 mars 2005, sur RTL Television.
En France, la saison a été diffusée du 27 août 2008 au 29 octobre 2008 sur TMC. À noter que TMC diffusait aléatoirement les épisodes.

## Épisodes

### Épisode 1:Chantage à la bombe
- Allemagne : 10 février 2005 sur RTL Television
- France : 15 octobre 2008 sur TMC

Retour de Tom Kranich.

### Épisode 2:Un voisin suspect
- Allemagne : 17 février 2005 sur RTL Television
- France : 10 septembre 2008 sur TMC

### Épisode 3:Un jour héroïque
- Allemagne : 24 février 2005 sur RTL Television
- France : 3 septembre 2008 sur TMC

### Épisode 4:Des vacances perturbées
- Allemagne : 3 mars 2005 sur RTL Television
- France : 8 octobre 2008 sur TMC

Un homme blessé dans un carambolage sur l'autoroute prononce des paroles mystérieuses (« VW24 Markus ») avant de tomber dans le coma. 

### Épisode 5:Trafic sauvage
- Allemagne : 10 mars 2005 sur RTL Television
- France : 24 septembre 2008 sur TMC

### Épisode 6:Cobra en danger
- Allemagne : 17 mars 2005 sur RTL Television
- France : 27 août 2008 sur TMC

### Épisode 7:Revanche explosive
- Allemagne : 24 mars 2005 sur RTL Television
- France : 29 octobre 2008 sur TMC

### Épisode 8:Jouer avec le feu
- Allemagne : 31 mars 2005 sur RTL Television
- France : 1er octobre 2008 sur TMC